# NGC 4295
NGC 4295 este o galaxie lenticulară situată în constelația Părul Berenicei. A fost descoperită în 6 aprilie 1864 de către Heinrich Louis d'Arrest.